# Chilo bandra
Chilo bandra là một loài bướm đêm trong họ Crambidae.